# Ivan Zidar
Ivan Zidar, slovenski strojni inženir in gradbeni podjetnik, * 30. oktober 1938, Škrabče, † 12. junij 2021.

## Življenjepis
Po diplomi na ljubljanski Fakulteti za strojništvo (1968) se je zaposlil v podjetju Slovenija ceste v Ljubljani, sprva kot projektant, od 1971 je bil tu direktor Mehaničnih obratov, ki so postali največji proizvajalec opreme in naprav za predelovanje kamnin v Jugoslaviji, leta 1974 pa je bil imenovan za direktorja podjetja Slovenija ceste, istočasno pa je vodil Poslovno združenje gradbenih podjetij za izgradnjo avtocest in hidroelektrarn (GAST) v katero so bila združena podjetja Primorje Ajdovščina, Gradis in Slovenija ceste. V letu 1978 je prejel najvišje priznanje Gospodarske zbornice Jugoslavije – gospodarstvenik leta, nemška gospodarska zbornica pa mu je leta 1982 podelila posebno priznanje za zasluge pri krepitvi gospodarskih odnosov med obema državama. Prejel je tudi več visokih državnih odličij, med drugim je prvi v Sloveniji prejel nagrado PIARC za izjemne dosežke pri razvoju slovenske cestne stroke.
Po uspešni izvedbi integracijskih procesov, ko se je več podjetij združilo v podjetje SCT (Slovenija ceste Tehnika) je postal njegov glavni direktor (1980) in tako vzpostavil gradbeni sistem.
Po prvi skupščini delničarjev v juliju 1999 je nadzorni svet Ivana Zidarja imenoval za predsednika uprave delniške družbe SCT, nadzorni svet delniške družbe SCT pa je julija 2004 sprejel sklep o ponovnem imenovanju Ivana Zidarja za predsednika uprave družbe do leta 2009. 
Za SCT so bili v osemdesetih letih 20. stoletja značilni pomembni in veliki projekti, ki jih je 11.000 delavcev SCT-ja uresničilo doma in v tujini, predvsem v Iraku in Libiji. Podjetje je preživelo celo obdobje kot največje gradbeno podjetje v prostoru, čeprav je v obdobju po letu 1990 zaradi pogojev poslovanja in krize investiranja v Sloveniji in svetu zmanjšalo obseg poslovanja ter zaposlenih. Nov zagon je bil v podjetju prisoten od leta 1994 zaradi novega začetka izgradnje slovenskega avtocestnega križa. V navedenem projektu je bil SCT največji in vodilni izvajalec del.

### Afere
Leta 2008 je bila proti njemu in vodstvenim delavcem drugih gradbenih podjetij sprožena preiskava zaradi suma kaznivih dejanj s področja gospodarskega kriminala in kartelnega dogovarjanja (tako imenovana afera Čista lopata). Neslavni konec »gradbenega barona«, kot so ga poimenovali mediji, je pomenil začetek stečajnega postopka podjetja SCT v letu 2011 in sodni pregon zaradi očitanih goljufij. Višje sodišče je marca 2013 zavrnilo pritožbe nad razsodbo prvostopenjskega sodišča, ki je spoznalo Zidarja in še sedem soobtoženih za krive nepravilnosti v postopku javnega naročila za gradnjo novega centra za kontrolo zračnega prometa na brniškem letališču in jim dosodilo zaporne kazni. Sodba je s tem postala pravnomočna.